# 堀内豊秋
堀内 豊秋（ほりうち とよあき、1900年〈明治33年〉9月27日 - 1948年〈昭和23年〉9月25日）は、日本の海軍軍人、体操研究者。最終階級は海軍大佐。熊本県熊本市出身。海兵50期。

## 生涯
御馬下尋常小、濟々黌を経て、海軍兵学校第50期入校。席次は入校時298名中283番、卒業時272名中156番。堀内は第13期飛行学生（艦上機班）となったが飛行作業中に車輪止め位置を直そうと駆け寄りプロペラ接触、2日間意識不明の重症を負い2ヶ月間程治療後、飛行場に出るも教官から次期飛行学生に編入されると告げられ憤然とし「次期編入であれば飛行学生を辞めます」と立ち去ったという。このため砲術専攻へ転科し、のち駆逐艦や巡洋艦の砲術長を歴任した。
岡山市内で訪日デンマーク人達の体操術を見学したことで、デンマーク体操に開眼。自身の体験でも効果が現れたことから、デンマーク体操を取り入れた体操を研究し、堀内式海軍体操を考案。1944年（昭和19年）には体育研究指導の功績により海軍大臣表彰を受けた。
太平洋戦争開戦直前に横須賀鎮守府附第1特別陸戦隊司令に就任。日本初の落下傘部隊として、1942年(昭和17年)の1月11日にはオランダの統治下にあったインドネシアのメナドへの奇襲降下作戦を指揮し成功を収めた。これが日本初の落下傘降下作戦である。
この際、鎖で足を繋がれて逃げられない状態で闘ったインドネシア人兵士がメナドの6基のトーチカを守っていたが、それを命じたオランダ陸軍歩兵大佐F・W・M・ティウオン（F・W・M・Tiwom）は、この日本軍の落下傘降下作戦の際に逃げた先のメナドの飛行場で命乞いをして捕虜となっている。
当時オランダの支配は過酷で、水田を潰し輸出用のタバコをインドネシア人に作らせていた。また水田を潰したことにより大量の餓死者をインドネシア人は出していた。その事と、メナドには地元住民の間に、「国家国民が危機に陥らんとした時に北方の空より翼が生えた白馬に跨った獅子達が救援に舞い降りてくる」とのジョヨボヨ伝承が相まって、堀内達の落下傘部隊は絶賛して迎え受けられる結果となった。
この伝説と落下傘部隊の行動は、後に海軍省製作の国策アニメ、『桃太郎 海の神兵』でも描かれた。
このあと堀内は3ヶ月間ここにとどまり、現地人兵士を故郷に帰し、オランダが課した塩税を廃止し、逆に塩の作り方も教えた。また家ごとに救急箱も配った。堀内とその部隊がバリ島に移動するとき、落下傘降下地区のカラビアンとラングアン地区の住民数百人が、別れを惜しみ60キロの道を歩いて、メナドまで堀内の部隊を見送りに行った。
戦後、堀内の部下がオランダ当局からBC級戦犯として裁判にかけられることになったが、堀内は元部下の潔白を証明すべく行動した際に、オランダ当局から巣鴨刑務所に勾留されてしまう。そして、堀内は翌1948年（昭和23年）1月にオランダ人虐待と村民に毒を盛って30人を殺害した罪で起訴され、メナドに送致された。
堀内の部下の裁判も、堀内が起訴された裁判も、日本軍に降伏して捕虜となった元オランダ軍のティウオン大佐によるものであった。彼は戦後、捕虜収容所から出るとセレベス島BC級戦犯を裁く裁判長を買って出、ティウオンの部下を検事役にし堀内の部下であった旧日本軍兵士12人に死刑を宣告した。堀内はその罪の潔白を証明する証言者であったが、堀内自身も勾留され、1年後に前述の罪で起訴され裁判にかけられた。
ティウオンが裁判長となった堀内の裁判は、戦中に堀内の部隊が村民に配布した薬箱が毒薬配布に仕立てられた事がのちに分かるが、それ以外の証拠がないままオランダ人9人の一方的な証言だけで死刑が求刑された。その際、堀内の弁護人の井出諦一郎が証拠の無い一方的な証言だけの裁判に対してその意義を問うと、裁判長のティウオンの職権で、判決を前に井出はメナドから強制退去させられた。また地元住民からも堀内の身の潔白を訴える嘆願書が出されていた。
同年5月、ティウオンは堀内に死刑判決を下し、同年9月25日、堀内はメナドにて銃殺刑に処された。戦犯裁判に関してはその潔さに心打たれたオランダ当局は堀内を海軍大佐としてオランダ軍の儀仗隊付での葬列を遇したとの逸話もある。
辞世の句
```
神そ知る罪なき罪に果つるとも　生き残るらむ大和魂
白菊の香を残し死出の旅　つはものの我は追ふなり
```

処刑から5年後の1953年（昭和28年）4月29日、戦争犯罪人指定解除を受ける。墓所は熊本県熊本市浄行寺。靖国神社に祀られている。

## 人物像
- 1937年（昭和12年）、日華事変の時際は丸腰で住民と交わり、貧しい階層には軍の物資を与えた[6]。1年後、堀内の交代を知った村長は連名で駐留継続を嘆願し、叶わぬと知ると「去思碑」を建て堀内の徳政を称えた[7]。
- 堀内は阿川弘之ら予備学生の教育にあたった際、「五欲を抑えよ」と語っている。特に性欲には厳しく、日本軍の占領地での失敗に性欲の問題があることを指摘していた[4]。
- B級戦犯として銃殺刑に処せられた理由は「残虐行為により」である。しかし、堀内を知る人々は耳を疑った。堀内は占領下の住民から残留嘆願されるほど慕われた誠実な人物であった。刑場では目隠しを断って刑に伏した。
- 1995年（平成7年）、インドネシア人の人々によって堀内が埋葬されていた地に慰霊碑が建立された[8]。

## 年譜
- 1900年（明治33年）9月27日 - 熊本県飽託郡川上村（現在の熊本市）生
- 1913年（大正2年）
  - 3月31日 - 飽託郡立御馬下尋常小学校卒業
  - 4月1日 - 熊本県立濟々黌中学校入学
- 1919年（大正8年）
  - 3月31日 - 熊本県立濟々黌中学校卒業
  - 8月26日 - 海軍兵学校入校
- 1922年（大正11年）
  - 6月1日 - 海軍兵学校卒業 少尉候補生・装甲巡洋艦「浅間」乗組
  - 6月26日 - 練習艦隊遠洋航海出発 ホノルル - サンピドロ - パナマ - コロン - リオデジャネイロ（ブラジル独立100年祭記念観艦式参加） - サントス - ブエノスアイレス（アルゼンチン大統領就任式参列） - モンテヴィデオ - ケープタウン - ダーバン - マヘ - コロンボ - シンガポール - 香港 - 基隆 - 上海方面巡航
- 1923年（大正12年）
  - 2月17日 - 帰着
  - 2月26日 - 戦艦「長門」乗組
  - 9月20日 - 任 海軍少尉
- 1924年（大正13年）
  - 7月4日 - 海軍水雷学校普通科学生
  - 12月10日 - 海軍砲術学校普通科学生
- 1925年（大正14年）
  - 4月20日 - 第26潜水隊附
  - 4月25日 - 呂号第62潜水艦乗組
  - 8月5日 - 霞ヶ浦海軍航空隊附
  - 9月21日 - 霞ヶ浦海軍航空隊第13期飛行学生
  - 12月1日 - 任 海軍中尉・第4駆逐隊附
  - 12月3日 - 3等駆逐艦「太刀風」乗組
- 1926年（大正15年）
  - 4月20日 - 「第25号駆逐艦」艤装員
  - 9月14日 - 「第25号駆逐艦」乗組
  - 12月1日 - 「第25号駆逐艦」航海長兼分隊長
- 1927年（昭和2年）12月1日 - 任 海軍大尉・海軍砲術学校高等科第27期学生
- 1928年（昭和3年）
  - 11月28日 - 海軍砲術学校高等科修了
  - 12月10日 - 軽巡洋艦「名取」分隊長
- 1929年（昭和4年）11月30日 - 重巡洋艦「足柄」分隊長
- 1930年（昭和5年）12月1日 - 海軍兵学校教官兼監事
- 1932年（昭和7年）12月1日 - 1等駆逐艦「薄雲」砲術長兼分隊長
- 1933年（昭和8年）
  - 1月25日 - 1等駆逐艦「東雲」砲術長兼分隊長
  - 11月1日 - 1等駆逐艦「白雲」砲術長兼分隊長
- 1934年（昭和9年）
  - 10月22日 - 海軍砲術学校教官兼分隊長
  - 11月15日 - 任 海軍少佐
- 1936年（昭和11年）
  - 10月12日 - 横須賀鎮守府附 軍法会議判士
  - 12月1日 - 軽巡洋艦「五十鈴」砲術長
- 1937年（昭和12年）11月15日 - 海防艦「八雲」砲術長 海軍少尉候補生指導官
- 1938年（昭和13年）
  - 4月6日 - 練習艦隊遠洋航海出発 神戸 - 佐世保 - 大連 - 旅順 - 青島 - 上海 - 基隆 - 馬公 - バンコック - パラオ - トラック - サイパン - 二見方面巡航 
  - 6月29日 - 帰着
  - 7月11日 - 軽巡洋艦「加古」砲術長
  - 7月30日 - 海防艦「八雲」砲術長 海軍少尉候補生指導官 
  - 11月16日 - 練習艦隊遠洋航海出発 大連 - 青島 - 上海 - 基隆 - 廈門 - マニラ - パラオ - 館山方面巡航
- 1939年（昭和14年）
  - 1月28日 - 帰着
  - 2月20日 - 横須賀鎮守府附第2特別陸戦隊司令 兼第5艦隊司令部附
  - 3月5日 - 重巡洋艦「妙高」乗組
  - 3月10日 - 軽巡洋艦「長良」乗組
  - 3月18日 - 重巡洋艦「妙高」乗組
  - 6月11日 - 軽巡洋艦「名取」乗組
  - 6月16日 - 第9号掃海艇乗組
  - 6月20日 - 重巡洋艦「妙高」乗組
  - 7月26日 - 軽巡洋艦「名取」乗組
  - 7月30日 - 重巡洋艦「妙高」乗組
  - 9月5日 - 第8号掃海艇乗組
  - 9月8日 - 重巡洋艦「妙高」乗組
  - 11月15日 - 厦門方面特別根拠地隊附
  - 11月25日 - 兼 第2遣支艦隊附 軍法会議判士
- 1940年（昭和15年）
  - 10月15日 - 海軍兵学校教官兼監事
  - 11月15日 - 任 海軍中佐
- 1941年（昭和16年）9月25日 - 横須賀鎮守府附第1特別陸戦隊司令
- 1942年（昭和17年）
  - 1月11日 - 蘭領印度メナド方面 落下傘部隊降下
  - 11月5日 - 昭和天皇単独拝謁
- 1943年（昭和18年）
  - 1月6日 - 横須賀鎮守府附
  - 1月15日 - 馬公警備府附 兼東港海軍予備学生 教育主任 
  - 4月1日 - 高砂族義勇兵 教育主任 
  - 12月1日 - 呉鎮守府附
  - 12月5日 - 重巡洋艦「高雄」副長
- 1944年（昭和19年）5月1日 - 任 海軍大佐
- 1945年（昭和20年）
  - 1月15日 - 横須賀鎮守府附
  - 2月10日 - 海軍兵学校教官兼監事
  - 3月6日 - 海軍兵学校針尾分校教官兼監事
  - 7月15日 - 海軍兵学校防府分校教官兼監事
  - 7月25日 - 呉鎮守府附第11特別陸戦隊司令
  - 8月1日 - 海軍総隊司令部附
  - 9月15日 - 呉海兵団附
  - 10月1日 - 呉海兵団副長
  - 11月30日 - 海軍省廃官により予備役編入 充員応召
  - 12月1日 - 第2復員省大竹復員局収容部
- 1947年（昭和22年）1月6日 - オランダ政府よりB級戦争犯罪人容疑指名により巣鴨刑務所に収監
- 1948年（昭和23年）
  - 1月29日 - 蘭軍により起訴
  - 5月12日 - 死刑判決
  - 9月25日 - メナドにおいて死刑執行 享年47
- 1953年（昭和28年）4月29日 - 戦争犯罪人指定解除
- 1959年（昭和34年）4月6日 - 靖國神社合祀
- 1965年（昭和40年）2月10日 - メナドより遺骨帰還
- 1969年（昭和44年）11月29日 - 勲三等旭日中綬章受章